# Мацудаира Катамори
Мацудаира Катамори (Јап.松平容保 „Matsudaira Katamori“) (15. фебруар 1836. − 5. децембар 1893) био је самурај који је живео крајем Едо и почетком Меиџи периода. Био је девети даимјо Аизу хана и војни комесар у Кјоту током Бакумацу периода. Током Бошин рата Катамори и округ Аизу су се борили против трупа јапанске царске војске али су у тој намери били потучени. Након што му је поштеђен живот постаје свештеник храма „Тошогу“.

## Младост
Мацудаира Катамори је рођен у Еду у дистрикту Јоцуја, 15. фебруара 1836. године у резиденцији округа Такасу. Био је седми син Мацудаире Јошитацуа, даимјоа округа Такасу док се за његову мајку сматра једна од очевих конкубина, жена из породице Комори за које се верује да се звала Чијо (њено будистичко име било је Зенкјо-ин). Катамори, који се у почетку звао Кеиносуке (銈之丞), имао је узбудљиво детињство. Иако је округ Такасу био мали, уживао је велику репутацију будући да је имала породичних веза са владајућим Токугава кланом. У историји Такасу-Мацудаира породичне лозе увек је било даимјоа који су усвајани а потицали из споредних породица попут клана Мито. Сходно томе Катамори је имао добре шансе да буде на високој позицији у шогунској влади. Добра прилика показала се у наслеђивању осмог феудалног лорда Аизу клана Мацудаире Кататаке. Усвајање у ову породицу обављено је крајње брзо будући да је Катаката био лорд велике и чувене Аизу области и да је имао брата који је такође био кандидат за наслеђивање позиције даимјоа. Након што је Кеиносуке оженио Кататакину ћерку Тошихиме (1856. године) Кататака га усваја као наследника. Пошто је постао део породице, Кеиносуке мења име у Катамори узимајући један карактер из имена усвојеног оца и додајући га свом. Представљен је владајућем шогуну, Токугави Ијеошију, као и Ии Наосукеу, четири месеца након његовог усвајања/прихватања у нову породице. До краја године добиће дворску титулу „Васа но ками“ (若狭守) коју традиционално држе сви наследници куће Аизу. Желећи да поспеши Катаморијево образовање, Катакава шаље свога наследника у школу округа „Нишинкан“ па Катамори проводи неко време учећи тамо.

### Наслеђивање позиције
Након што је Кататака умро ране 1852. године, Катамори наслеђује позицију даимјоа са својих 18 година. Као девети даимјо округа Аизу добија титулу „Хиго но ками“ коју сви даимјои округа добијају (肥後守). Такође добија и додатну позицију „Саконое гон шошо“ (左近衛権少将); што би у преводу најприближније значило „нижи генерал леве одбране“. Титула је дата од стране царског двора а исте године се формално захваљује цару. Са титулом добија и право да седи на двору са Роџу-има и одлучује о важним питањима које се тичу земље.

### Катамори и Перијева мисија
У првим годинама његовог именовања Катамори се трудио да се позитивно истакне и оправда ишчекивања као нови владар велике области Аизу. Али после само годину дана новог задужења адмирал Пери долази у луку Едо тражећи (на силу) отварање граница земље. Ситуација је узбунила комплетну владу Јапана. Шогунат мобилизује велики број људи и бродова у случају рата са Американцима а округ Аизу, који је још имао репутацију доброг борилачког округа, није био изузетак. Округ је већ раније добио наређења да обезбеди подручја Казуса и Ава у месецима пре доласка Перија а када је адмирал коначно дошао до обале да разговара са представницима власти Аизу је био тај који је патролирао бродовима обезбеђујући сигурност у преговарању. Самуел Велс Вилијамс, преводилац за америчку страну, забележио је: "На заставама које су биле на обали и на јакнама које су свакодневно носили, имали су знак 會." Овај карактер, који се чита „аи“ био је чест у писању „Аизу“ на банерима који су означавали припадност овој области. 

## Каријера као војни комесар за Кјото

### Позадина
Године 1862, искусније политичке фигуре у шогунату Токугава створиле су ново место „Кјото шугошоку“ (војни комесар за Кјото) за потребе одржавања реда и мира у граду у ком су све више оперисали самураји верни побуњеничком соно џои покрету. Ова позиција променила је потпуно динамику у граду. Позиција „Кјото шишидаија“ (京都所司代) која би могла да се позабави тим проблемом држала је највећу моћ вршећи надгледање на релацији Кјото-Осака као представник шогуна. Међутим ова позиција није имала овлашћење и могућности да осигура безбедност у граду, поготово после најновијих догађаја, па је нова позиција оформљена са намером да ту моћ има. Тамо где су шошидаи и разни магистри подбацили у усађивању обавезе људима да поштују закон ту је шугошоку улазио са својом војском из округа који би то присилно одржавао. Након разматрања дошло се до одлуке да се обавеза шугошокуа сведе на две области: Ечизен и Аизу. Ечизенов даимјо Мацудаира Јошинага већ је држао позицију као званичник за политичка питања „Сеиџи сосаи-шоку“ (政治総裁職), па је сва одговорост пала само на Катаморија. Катамори је по наређењу морао да оде у Едо са својом војском остављајући област Аизу, без свог даимјоа и самураја рањивом. Како је у то време Катамори био болестан, наређења су пренета преко једног од званичника округа Аизу Јокојаме Цуненорија који је за те потребе позван у Едо замак. Катамори је послао представника са молбом да га на изузму из намера: "Пошто је ово наређење шогуна, ми немамо другог избора него да се повинујемо. Оснивач нашег округа Хошина Масајуки нас је обавезао да у будућности то увек радимо, међутим морамо да нагласимо да је феудални господар Катамори веома млад а наши људи су на северу, неупознати са условима у престоници. Ако ми прихватимо ову обавезу а деси се нека непогодност или невоља, Аизу област не би могла да дела потпуно сама. Шогун би морао да се укључи а са њим и остатак Јапана. Молимо да подобније размислите о овој одлуци“." Међутим, Бакуфу није хтео да мења одлуку. Мацудаира Јошинага је лично отпутовао до резиденције области Аизу и суочио се са Катаморијем тешким речима наглашавајући дужност Аизу хана као обавезника шогуната: "да је [оснивач] господар Масајуки још увек жив, он би ову обавезу прихватио без размишљања!" Почеле су да круже гласине да је Катамори одбио своју новододељену позицију због жеље за самоодржањем на шта је Катамори одговарао: "Ако људи почну са таквим причама, то ће осрамотити наш округ. Ову ситуацију не могу објаснити прошлим генерацијама Аизу господара који су служили пре мене. Немам другог избора него да позицију прихватим."

### Припреме и долазак у Кјото
Вести о Катаморијевом пристанку да прихвати нову одговорност врло брзо је дошла до округа Аизу. Двоје познатих саветника округа Саиго Таномо и Танака Тоса су се противила овој позицији не само из разлога које је Катемори навео већ и због финансијске ситуације: Аизу која је добила задатак чувања луке Едо и надгледања острва Езо (Хокаидо) имала је терет свих трошкова које су те операције изисткивале па још једна таква операција под наређењом шогуната могла је довести округ до финансијске пропасти. Ова двојица су брзо одјахали до свог даимјоа у покушају да га одлуче од ових подухвата. Саиго, цитирајући кинеску крилатицу Хуаи нан-цу, описао је ове намере као покушајем „гашења ватре, бацањем сувог грања“. Када су се коначно суочили са проблемом чувања добре репутације округа као и са директним притиском шогуна и моћних особа попут Токугаве Јошинобуа, Мацудаире Јошинаге и других, Катамори није био у прилици да ишта каже против одлуке. Одговор који је дао преко представника Јокојаме (и осталих) показало је да је био свестан у шта његов хан улази: "Шта буде, биће. Будите припремљени да погинете у Кјоту."
Катамори је званично позван да борави у Едо замку 23. септембра 1862. године. Нова плата износила је 50.000 кокуа годишње и око 30.000 рјоа који би покрили трошкове путовања за Кјото и промоције службеника четвртог ранга „Шо ши ге“ (正四位下) Пратећи новоосновану позицију мења особље у влади. Да би се позабавили проблемом поуњеничких самураја окупљен је тим људи састављеним од даимјоа и хатамотоа. Међу њима био је и Нагаи Наојуки именован за градског судију/магистрата, Макино Тадајуки, феудални господар округа Нагаока, постао је Кјото шошидаи и Чуџо Нобунори који је постао Катаморијев помоћник за протокол. Међу првим одлукама које је спровео Катамори шаље групу од седам људи под Танака Тосаом пре њега за Кјото да би оформили неопходне контакте за представницима области који су већ у Кјоту, као и са царским двором. Након неколико месеци политичких тешкоћа, одлази за Едо 27. јануара 1863. године као главно командујућа особа на челу снажне Аизу војске од хиљаду људи. Након што је ушао у Кјото 11. фебруара, запутио се у храм „Хонзенџи“, где се пресвукао у званичну одећу двора и затим отишао у царску резиденцију регента Коное Тадахироа где му је исказао своје поштовање. Након тога стационирао се у источном делу града у ареи Куротани. Убрзо након доласка двор га опет формално прима па се званично појављује пред регента Коноеа заједно са својим пратиоцима Оно Гоноџоа и Комори Икана. Топао пријем и популарност двора задобио је својим честим посетама иисказивањима поштовања које ће практиковати током свог времена док је био на тој позицији.

### Мандат
Прве тешкоће са којима се Катамори сусрео у току свог мандата била је у непознавању а онда и неповерењу мештана са самурајима из области Аизу. Округ Аизу је био толико стран мештанима ране 1863. године да су многи локалци име округа изговарали погрешно „каизу“ или „кваизу“ због погрешног читања карактера на банерима. Али ово питање непознавања и нелагодности ублажило се након неколико месеци боравка. Дворски племићи су били веома задовољни доласком Мацудаире имајући велико поверење у њега као агента „кобу-гатаи“ (公武合体) покрета који је заговарао помирење између царског двора и шогуната. У намери да оправда надања које шугошоку позиција носи, Катамори зарад обезбеђивања мира на градским улицама запошљава полицијске јединице Шинсенгумија који су оформљени од људи различитих области, сталежа и богатства. Временом настају и друге полицијске групе попут Мимаваригумија, који су били под контролом шошидаија (који је 1864. године био Катаморијев брат Мацудаира Садаки. Катамори је своју улогу заштитника Кјота прихватио веома озбиљно спречавајући 30. септембра државни преврат а затим се супроставио побуњеницима у „Кинмон инциденту“ где су се директно сукобиле снаге Аизу хана (са ханом Сацума) против побуњеничког округа Чошу. Током Првог и другог похода на Чошу имао је чврсте ставове против непријатељских округа што ће подићи нетрпељивост Чошуа према Катаморију и његовој Аизу војсци.
Катамори је служио као шугошоку од 1862. до 1864. године, да би после кратке паузе опет служио на позицији од 1864. до 1868. године.

## Бошин рат и период након сукоба
Након битке на Тоба-Фушими, прве у Бошин рату, Катамори је покушао да успостави мирно решење на сукоб, извињавајући се царском двору више пута, шаљући чак и званично писмо принцу Риноџи но Мија Јошихиси, али су чланови нове меиџи владе одбили да ми пруже и најмању пажњу. Разлог за то лежао је у чињеници да су нову владу чинили људи из области Чошу и Сацума који су презирали Катаморија због његове улоге војног комесара. Иако подржаван од стране Северне алијансе која је састављена од већине округа северног Јапана и она је напослетку потучена у бици за Аизу. Након неколико година које је провео у кућном притвору, Катаморијев живот је поштеђен па касније постаје свештеник у шинто храму „Тошогу“. Умире 5. децембра 1893, добивши постхумно име Масане-реишин (忠誠雲神). Његов наследник, Мацудаира Нобунори, био је усвојеник из породице Мито-Токугава напушта породицу Аизу-Мацудара одмах наком Меиџи обнове и допушта да Мацудаира Катахару постане наследник породице. Катахару је Катаморијев најстарији биолошки син рођен од стране једне од две конкубине (Мацудаира Саки или Мацудаира Кијо) рођен након што је Нобунори усвојен. Након њега, породичну позицију је наследио Катахаруов брат Морио, а после и Моријев син – Мацудаира Морисада.

## У популарној култури
У годишњој „таига“ драми коју сваке године свима државна телевизија Јапана (NHK), Мацудаира се појављује у серији из 2013. године „Јае но сакура“ где га игра глумац Го Ајано.
Као споредна личност која је била једна од битних људи који су помогли оснивању полицијског одреда „Шинсенгуми“, често се појављује у филмовима, серијама, мангама и анимеима које приказују ову јединицу.
У духовитом манга/аниме серијалу Гинтама, лик Мацудаире Катакурика је заснован по њему.